# Ушаков Федір Федорович
Ушако́в Фе́дір Фе́дорович (13 (24) лютого 1745 — 2 (14) жовтня 1817) — російський флотоводець, адмірал, святий Російської православної церкви.

## Біографічні відомості
Народився в селі Бурнаково (тепер Ярославська область, Росія) в небагатій дворянській сім'ї.
З 1769 року — в Донській (Азовській) флотилії, брав участь в російсько-турецькій війні 1768–1774 років. З 1775 року командував фрегатом. В 1780 році призначений командиром імператорської яхти, проте скоро відмовився від придворної кар'єри. В 1780-82 роках — командир лінійного корабля «Віктор». З 1783 року — на Чорноморському флоті. Наглядав за побудовою кораблів в Херсоні, брав участь в побудові головної бази в Севастополі. На початку російсько-турецької війни 1787—92 років — командир лінійного корабля «Святий Павло». В 1789 році підвищений до контр-адмірала.
Командувач Чорноморським флотом з 1790 року, перемагав османський флот за допомогою нової придуманої ним тактики маневру[джерело?]. У 1793 році призначений віце-адміралом. Під час Середземноморського походу 1798–1800 років Ушаков проявив себе як потужний флотоводець, політик і дипломат при створенні грецької Республіки Семи Островів під протекторатом Російської імперії і Османської імперії. В 1799 році призначений адміралом. У 1800 році ескадра Ушакова повернулася в Севастополь. Заслуги Ушакова не були оцінені Олександром І, котрий призначив його на другорядну посаду головного командира Балтійського веслового флоту і начальником флотських команд Петербурга, а в 1807 році відправили у відставку.
Під час війни 1812 року Ушакова було обрано начальником ополчення Тамбовської губернії, проте він відмовився від цієї посади через хворобу. Помер 14 жовтня 1817 року у своєму маєтку в селі Алєксєєвка в Мордовії. Похований в Санаксарському монастирі біля міста Темникова.

## Пам'ять
В 2001 році в Ростові-на-Дону на набережній річки Дон з ініціативи Ростовського суворовско-нахімовського клубу був встановлений пам'ятник адміралу Ф. Ф. Ушакову.
2001 року канонізований Російською православною церквою.
З 1947 року у місті Херсоні центральна вулиця була названа на честь Федора Федоровича Ушакова.
На його честь також названо астероїд 3010 Ушаков.
24 жовтня 2022 року у Херсоні демонтували погруддя Ушакову.

Каплиця Федора Ушакова УПЦ МП у м. Херсоні
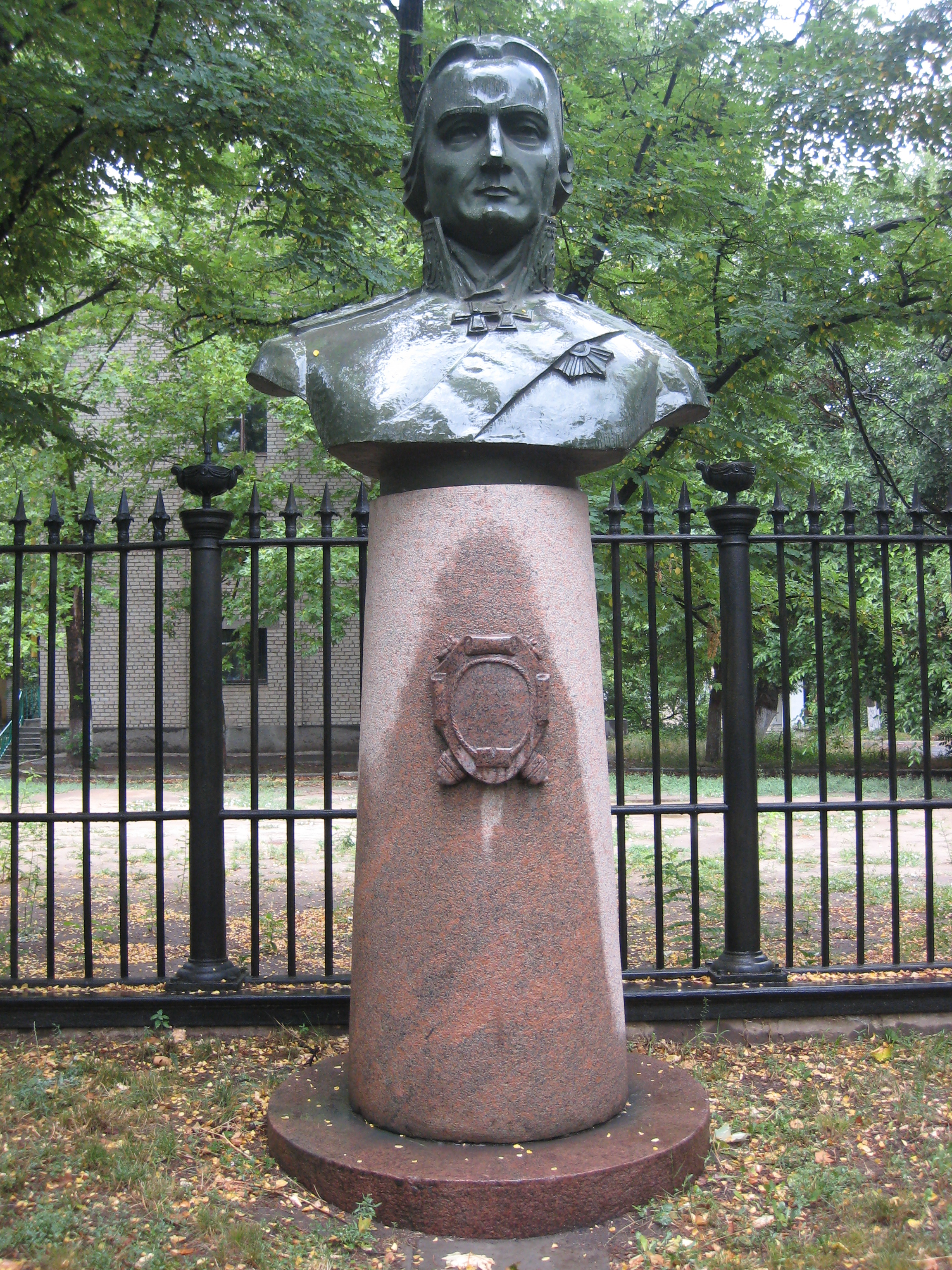
Погруддя Федору Ушакову біля Миколаївського музею суднобудування і флоту
Пам'ятник Ушакову в Ростові-на-ДонуПам'ятник Ушакову в Ростові-на-Дону